# ウィリアム・ピーター (第4代ピーター男爵)
第4代ピーター男爵ウィリアム・ピーター（英: William Petre, 4th Baron Petre、1626年ごろ – 1684年1月5日）は、イングランド貴族。カトリックであり、カトリック陰謀事件で冤罪被害に遭って獄死した。

## 生涯

### 清教徒革命期
第3代ピーター男爵ロバート・ピーターと妻メアリー（1603年ごろ – 1685年1月13日、第2代モンタギュー子爵アンソニー・ブラウンの娘）の息子として、1626年ごろに生まれた。双子の弟ジョンがいたが、ジョンは夭折して1627年2月4日に埋葬された。
1638年10月23日に父が死去すると、ピーター男爵位を継承した。イングランド内戦が勃発すると、国王チャールズ1世がピーター男爵の後見人になり、『オックスフォード英国人名事典』によればピーター男爵はチャールズ1世と一緒に1642年10月23日のエッジヒルの戦いを観戦した可能性がある。どちらにしても、ピーター男爵はチャールズ1世が一時的な首都にしたオックスフォードに向かい、そこで第2代ノーサンプトン伯爵スペンサー・コンプトンの手配によりプロテスタントの家庭教師をつけられた。しかしピーター男爵は元々カトリックの家系で育てられており、プロテスタントに改宗することなく、イングランド共和国に全財産を没収されないよう1660年のイングランド王政復古まで信仰を隠し続け、共和国に没収される財産を3分の2に軽減することができた。
1655年夏、王党派の反乱計画に加担しようとしているとの疑いをかけられてウェストミンスターで逮捕され、8月まで投獄された。1658年にはフランス王国への渡航許可を申請して成功したが、1659年夏にサセックス州で再び逮捕され、ブース蜂起が失敗した後の1659年8月13日に再び釈放された。

### 2度の結婚
1655年までにエリザベス・サヴェージ（Elizabeth Savage、1665年7月19日埋葬、第2代リヴァーズ伯爵ジョン・サヴェージの娘）と結婚したが、2人の間に子供はいなかった。エリザベスは見た目がよく、元気のいい女性であるが、大酒飲みで信仰心が薄く、2人は1664年春までに別居した。
エリザベスは債務による逮捕状を出されたが、貴族夫人としての特権を主張し、逆に逮捕状を請求したウィリアム・ジョイス（William Joyce）のことを貴族院特権委員会に報告して、1664年4月にジョイスを投獄させた。ジョイスはその後保釈されたが、跪いて貴族院とエリザベスに謝罪するはめになった。エリザベスは「この復讐はミルクよりも甘美である」「メトシェラの歳まで生きてジョイスを攻撃し続ける」と公然に述べ、ピーター男爵は顔に泥を塗られた思いだったが、エリザベスは1年後に死去した。
ピーター男爵は1675年4月15日までにブリジット・ピンチョン（Bridget Pincheon、1653年ごろ – 1695年1月5日、ジョン・ピンチョンの娘）と再婚して、1女をもうけた。
- メアリー（1679年3月25日 – 1704年6月） - ジョージ・ヘニッジ（George Heneage）と結婚、子供あり[1]

### カトリック陰謀事件
1678年9月6日、タイタス・オーツがカトリック陰謀事件について裁判官サー・エドマンド・ベリー・ゴドフリーに証言した。この証言ではピーター男爵が陰謀に関与し、（軍歴がないにもかかわらず）イエズス会のジョヴァンニ・パオロ・オリヴァからカトリック侵攻軍の将軍への任命を受けたとされ、ゴドフリーが同年に謎の死を遂げたことで証言の信憑性が増した。マイルズ・プランス（Miles Prance）もピーター男爵が戦争に前向きだと証言し、オーツが10月に庶民院で再び証言すると、ピーター男爵を含むカトリック貴族5名が大逆罪の疑いにより10月28日にロンドン塔に投獄された。
ピーター男爵は1678年12月に弁護士を雇うことを許され、1679年4月8日に貴族院に召喚され、罪状の読み上げを聞いた。貴族院はピーター男爵の無罪主張を受理したが、裁判の時期が決定されないまま、ピーター男爵の貴族院議員資格を剥奪する法案が1679年11月に国王裁可を受けた。
初代スタッフォード子爵ウィリアム・ハワードが1680年12月に処刑された一方、大逆罪の証明に必要な2人目の証人は現れず、1681年から1682年にかけてトーリー党の勢力が回復したことでピーター男爵が有罪判決を受ける公算が下がった。また投獄中の生活は相対的に厳しいものではなく、訪れてきた貴族と食事することがしばしば許可され、1683年8月9日にはローンボウルズをした記録がある。
しかしこうした生活は1683年10月に急病を患ったことで終わりを告げ、12月には妻が国王に釈放を請願した。請願は無視され、ピーター男爵は死の直前にカトリック教会も自身も無実であるとする宣言を発し、1684年1月5日に息を引きとった。

### 死後
ブリジットは夫の遺体を引き取ってインゲートストンのピーター家の家族墓地に埋葬し、1695年にブリジットが死去するとその遺体は夫とともに埋葬された。
ピーター男爵の宣言は論争を呼び、多くのパンフレットが出版されたが、非業の死を遂げたピーター男爵は世論に同情され、ヨーク公ジェームズは機に乗じて、1684年2月18日にイングランド王座裁判所でまだ裁判を受けていない貴族を釈放させた。
第4代ピーター男爵に息子はおらず、爵位は弟ジョン（1685年1月22日埋葬）、トマスが相次いで継承した。